# Пик-трансформатор

Рисунок 1. Временны́е зависимости синусоидального намагничивающего поля и индукции магнитного поля в ферромагнитном материале. Мгновенные значения и изображены движущейся точкой на петле гистерезиса.

Пик-трансформа́тор — электрический трансформатор, преобразующий напряжение синусоидальной формы или близкой к синусоидальной формы, подаваемое в первичную обмотку трансформатора в разнополярные импульсы напряжения той же частоты, снимаемые со вторичной обмотки.
Предназначен для управления газоразрядными приборами, например, ртутными выпрямителями, тиратронами, тиристорами и в других целях.

## Принцип действия
Принцип работы пик-трансформатора основан на явлении магнитного насыщения ферромагнитного материала. Зависимость индукции от намагничивающего поля в ферромагнетиках нелинейна, при малых полях индукция быстро нарастает, но при увеличении внешнего поля скорость роста замедляется, и в сильном поле практически не увеличивается при увеличении поля. Эту зависимость характеризуют петлёй гистерезиса.
Магнитный поток равен произведению индукции {\displaystyle B} в сердечнике вторичной обмотки на площадь {\displaystyle S} его сечения:
{\displaystyle \Phi =B\cdot S.}
ЭДС {\displaystyle E} вторичной обмотки пропорциональна скорости изменения магнитного потока {\displaystyle \Phi }, пронизывающего вторичную обмотку и числу её витков {\displaystyle w} в соответствии с законом электромагнитной индукции М. Фарадея и выражается:
{\displaystyle E=-w{\frac {d\Phi }{dt}}.}

Рисунок 2. Зависимость магнитного потока и вторичного напряжения пик-трансформатора от времени.

При синусоидальном намагничивающем поле с достаточной амплитудой для насыщении ферромагнитного материала магнитный поток в сердечнике на вершинах синусоиды почти не изменяется (рисунок 1), а быстро изменяется вблизи переходов синусоиды намагничивающего поля через ноль, причём скорость его изменения тем больше, чем у́же петля гистерезиса, магнитная проницаемость сердечника и выше скорость изменения намагничивающего поля.
На вторичной обмотке трансформатора формируются относительно короткие импульсы колоколообразной формы вблизи моментов перехода намагничивающего поля через ноль и максимальной скорости изменения магнитного потока, полярность этих импульсов определяется направлением изменения индукции, поэтому их полярность чередуется.

## Конструкция

Рисунок 3. Схема включения пик-трансформатора с дополнительным резистором.

Рисунок 4. Пик-трансформатор с магнитным шунтом

Существуют две конструкции пик-трансформаторов — с дополнительным резистором в цепи первичной обмотки и с магнитным шунтом.
Трансформаторы с добавочным резистором (рисунок 3) по сути не отличаются от обычного трансформатора, но первичная обмотка такого трансформатора включается через резистор ограничивающий ток, потребляемый от источника питания в промежутки времени захода сердечника в насыщение. Напряжение питания, величину резистора, сечение сердечника и число витков первичной обмотки выбирают из условия обеспечения глубокого насыщения сердечника на полуволнах синусоидального напряжения. Для укорочения длительности импульсов сердечник изготавливают их магнитомягкого материала с высокой магнитной проницаемостью, например, из пермаллоя. Амплитуда выходных импульсов определяется количеством витков вторичной обмотки. Недостатком такого трансформатора являются активные потери в добавочном резисторе, преимущество — простота магнитопровода.
В трансформаторах с магнитным шунтом магнитопровод выполняют трёхстержневым, на первом и втором стержне с замкнутым магнитопроводом находятся первичная обмотка и вторичная обмотка соответственно, причём сечение стержня меньше сечения первого стержня, третий стержень — магнитный шунт, отделён от первых двух воздушным зазором. При увеличении намагничивающего поля сначала насыщается замкнутый магнитопровод, так как его магнитное сопротивление мало. При дальнейшем увеличение магнитного потока он замыкается через магнитный шунт, так как третий стержень насыщен, при этом реактивное сопротивление первичной обмотки уменьшается не столь значительно, как в трансформаторе с насыщающимся замкнутым магнитопроводом и эта мера ограничивает пиковый ток. Преимущество такой конструкции — снижение потерь активной мощности и отсутствие дополнительного резистора, недостаток — усложнение магнитопровода.

## Назначение
Пик-трансформаторы применяются для преобразования синусоидального напряжения в короткие импульсы колоколообразной формы. Такие импульсы напряжения с короткими фронтами и спадами применяются для управления по управляющим электродам газоразрядными приборами — ртутными выпрямителями, тиратронами и полупроводниковыми приборами — тиристорами, симисторами.
Также пик-трансформаторы применяются в телефонных коммутаторах в распределителях импульсов и в других целях.